# Скляр, Роман Васильевич
Роман Васильевич Скляр (род. 8 мая 1971, Павлодар) — казахстанский государственный деятель, Первый заместитель премьер-министра Республики Казахстан с 11 января 2022 года.

## Трудовая деятельность
- 1989 — слесарь-монтажник МНУ «Экибастузуглеавтоматика»
- 1989—1990 — монтажник Экибастузского разрезостроительного управления производственно-монтажного управления «Казпромтехмонтаж»
- 1990—1999 — руководящие должности в ТОО «Ансат-Павлодар»
- 1999—2002 — руководитель павлодарской компании ТОО «Тыныс»
- 2002—2003 — начальник отдела Павлодарского областного управления Комитета по работе с несостоятельными должниками
- 2003—2005 — начальник управления государственных закупок города Павлодара
- 2005—2006 — руководитель аппарата, заместитель акима г. Павлодара
- 2006—2007 — заведующий отделом развития инфраструктуры аппарата акима города Астаны
- 2007—2008 — руководитель департамента энергетики и коммунального хозяйства города Астаны
- 2008—2009 — заместитель акима Павлодарской области
- 2010—2011 — первый заместитель акима Павлодарской области[1]
- 2011—2013 — вице-министр транспорта и коммуникаций[2]
- 2016 — депутат Мажилиса Парламента РК[3]
- С 17 мая 2016 года — вице-министр национальной экономики[4]
- 2016—2019 — первый вице-министр по инвестициям и развитию РК[5]
- С 25 февраля по 18 сентября 2019 года — министр индустрии и инфраструктурного развития Республики Казахстан[6]
- С 18 сентября 2019 по 11 января 2022 года — заместитель Премьер-Министра Республики Казахстан[7]
- С 11 января 2022 года — первый заместитель премьер-Министра Республики Казахстан, 3 апреля 2023 года[8] и 6 февраля 2024 года переназначен[9]
- После отставки правительства Алихана Смаилова, Скляр с 5 по 6 февраля 2024 года был исполняющим обязанности премьер-министра Республики Казахстан[10][11]
- С 6 февраля после назначения Олжаса Бектенова[12] вернулся на должность первого заместителя Премьер-Министра Республики Казахстан[13]

## Прочие должности
- С 2007 года — член совета директоров АО «Астанаэнергосервис»
- С 2007 года — председатель совета директоров АО «Городские электрические сети»
- С 2017 года — член Совета Директоров АО «НК „ҚазАвтоЖол“»
- С 2019 года — председатель Совета директоров АО «Авиационная администрация Казахстана»

## Семья
Женат, есть сын.

## Награды
| Страна                                         | Дата        | Награда                                                        | Награда                                                        |
| ---------------------------------------------- | ----------- | -------------------------------------------------------------- | -------------------------------------------------------------- |
| Казахстан                                      | 2010        | Кавалер ордена Курмет                                          | Кавалер ордена Курмет                                          |
| Казахстан                                      | 2017        | Кавалер ордена Парасат                                         | Кавалер ордена Парасат                                         |
| Казахстан                                      | 2011        | Медаль «20 лет независимости Республики Казахстан»             | Медаль «20 лет независимости Республики Казахстан»             |
| Казахстан                                      | 2008        | Медаль «10 лет Астане»                                         | Медаль «10 лет Астане»                                         |
| Высший совет Евразийского экономического союза | 29 мая 2019 | Медаль «За вклад в развитие Евразийского экономического союза» | Медаль «За вклад в развитие Евразийского экономического союза» |